# Mylou Frencken
Mylou Frencken (Amsterdam, 19 december 1966) is een Nederlandse entertainer; ze speelt voorstellingen, maakt cabaretprogramma's, zingt en schrijft teksten. Zo is Frencken columniste voor het Haarlems Dagblad en schreef ze voor het inmiddels verdwenen tijdschrift Esta. Zij is ook theaterdirecteur van Theater de Liefde in Haarlem.

## Biografische schets
Frencken groeide op in Haarlem. Op de havo van het Coornhert Lyceum deed ze mee met muziek- en theateravonden. Als brugklasser speelde ze in De zesde klas, een zevendelige televisieserie van de IKON. Ze zat in de band van het radioprogramma Dertien speciaal als pianiste en zangeres.
Na een niet afgemaakt jaar op de Toneelacademie Maastricht, studeerde Frencken aan de Academie voor Kleinkunst in Amsterdam. Ze speelde mee in enkele films en schreef eigen nummers. Voor haar afstudeerprogramma Waar Zijn Ze ontving Frencken niet alleen de Creativiteitsprijs van de Academie, maar ook de Persoonlijkheidsprijs bij Cameretten in 1991. Ze is sinds 1997 te zien als barvrouw en zangeres in de MAX-televisiequiz Met het mes op tafel.
Samen met haar partner Bert Klunder (overleden in 2006) maakte zij twee cabaretprogramma's. In Visch en Fruit speelden zij een verliefd stel, met Frencken als het verlegen meisje dat het gefoeter van haar vriend lijdzaam verdraagt. In Varkens Wassen zijn ze net getrouwd.
In mei 2009 verscheen van haar hand het boek Zonder Bert, over haar leven als jonge weduwe, uitgegeven bij Thomas Rap. Frencken heeft een dochter met Klunder.
In 2013 was Frencken de muzikale kracht achter de vrouwelijke versie van Purper: Purper Ladies! Samen met Gerrie van der Klei, Anouk van Nes en Céline Purcell toerde ze door Nederland. In 2014 speelde zij in Kenau, de opera en Rouwrevue. Rouwrevue was een voorstelling met Pieter Tiddens, waarin ze op bewogen wijze belichtte hoe we omgaan met verlies. Rouwrevue ging ook door in 2015 en 2016.

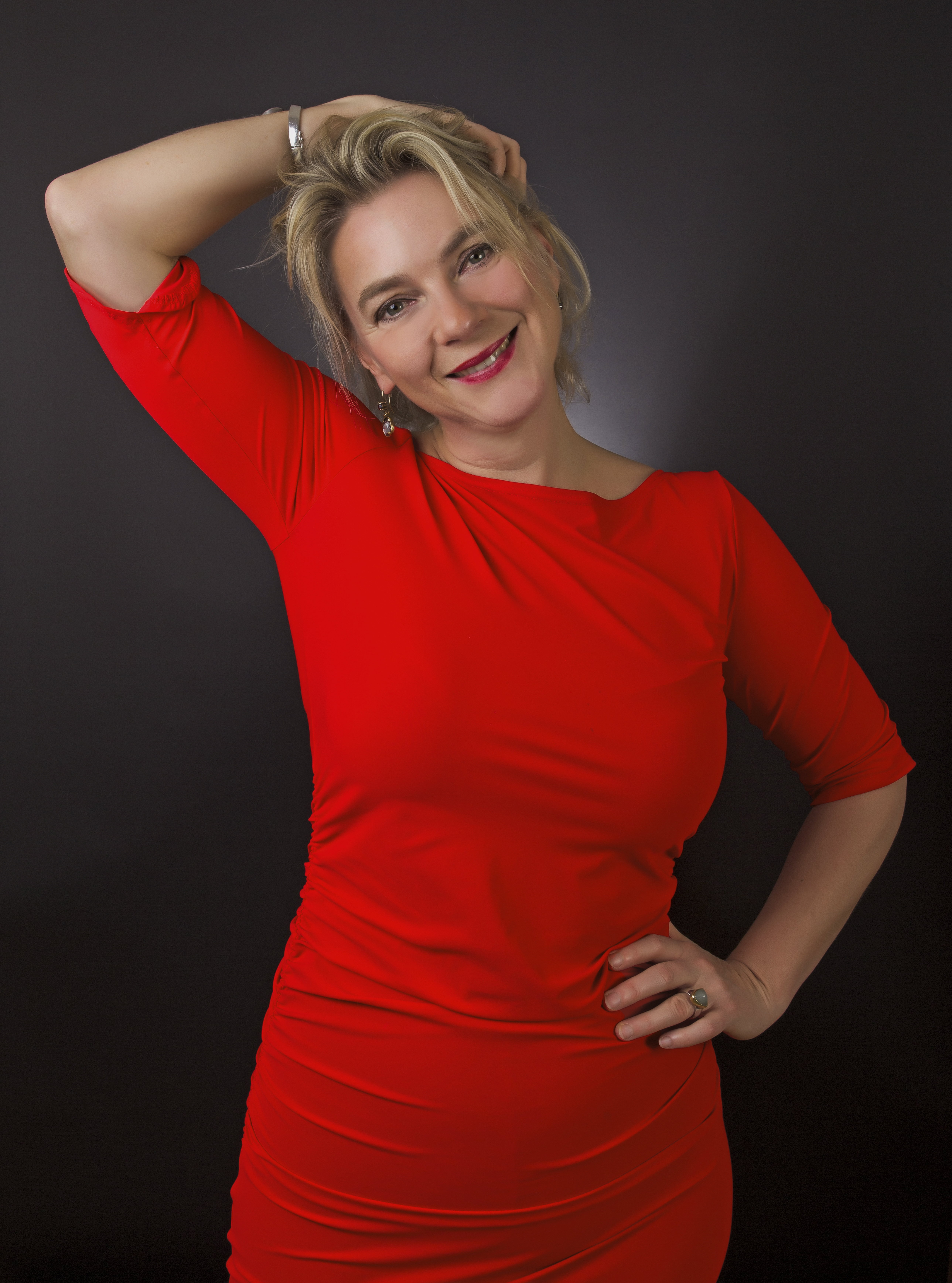
Mylou Frencken (in 2014)

In 2015 speelde ze cabaret in "Zinloos Zuchten". In 2017 vierde ze haar 25-jarig theaterjubileum met de voorstelling Leven In Het Lied. Vanaf 2019 speelt ze samen met Dorine Wiersma in de theaters met Waagstukken. Ze leerden elkaar kennen via Zin. In 2022 kwam haar album "Meisje" uit en speelt dat in enkele kleine theaters.
Naast het spelen van voorstellingen schrijft Frencken ook muziek en teksten voor theaterprogramma's van Angela Groothuizen en Marjolijn Touw. Ook schrijft ze teksten voor Sesamstraat en Bertje Knor.

## Persoonlijk
Frencken was samen met haar partner Bert Klunder (overleden in 2006). Sinds 2018 is ze getrouwd met journalist Frénk van der Linden.